# Nowa Wieś (powiat sandomierski)
Nowa Wieś – wieś w Polsce, położona w województwie świętokrzyskim, w powiecie sandomierskim, w gminie Klimontów.
W latach 1975–1998 wieś administracyjnie należała do województwa tarnobrzeskiego.
| SIMC    | Nazwa    | Rodzaj } |
| ------- | -------- | -------- |
| 0796134 | Julianów | kolonia  |

## Dawne części wsi – obiekty fizjograficzne
W latach 70. XX wieku przyporządkowano i opracowano spis lokalnych części integralnych dla Nowej Wsi
| Nazwa wsi – miasta   | Nazwy części wsi – miasta         | Nazwy obiektów fizjograficznych – charakter obiektu      |
| -------------------- | --------------------------------- | -------------------------------------------------------- |
| I. Gromada JURKOWICE |                                   |                                                          |
| 1. Nowa Wieś         | 1. Julianów 2. Piekło 3. Podlipie | 1. Dworskie — pole 2. Julianów — pole 3. Podlipie — pole |